# Marc Vidal
Marc Vidal (Saint-Affrique, 3 juni 1991) is een Frans voetballer die als doelman speelt. Hij stroomde in 2010 door vanuit de jeugd van Toulouse.

## Clubcarrière
Vidal komt uit de jeugdacademie van Toulouse. Daarvoor speelde hij bij SS Saint-Affrique en IFF Castelmaurou. Hij debuteerde op 13 februari 2010 in het eerste elftal, tegen Lorient.

## Interlandcarrière
Vidal kwam tweemaal uit voor zowel Frankrijk –18 als Frankrijk –19. In 2010 won hij het EK –19 met Frankrijk –19. Nadien kwam hij eenmaal uit voor Frankrijk –20.
2 Nicolaisen ·
3 McKenzie ·
4 Cresswell ·
5 Genreau ·
6 Akdağ ·
7 Aboukhlal ·
8 Sierro  ·
9 Magri ·
10 Gboho ·
12 Kamanzi ·
13 King ·
15 Dønnum ·
17 Suazo ·
19 Sidibé ·
20 Schmidt ·
21 Zajc ·
23 Cásseres ·
30 Domínguez ·
50 Restes ·
80 Babicka ·
Coach: Martínez